# Медаль Дарюса и Гиренаса
Медаль Дарюса и Гиренаса (лит. Dariaus ir Girėno medalis) — ведомственная награда Литовской Республики.
Учреждена в 1993 году. Вручается Министерством охраны края и Министерством сообщения Литвы за заслуги перед литовской авиацией.
До 15 декабря 2003 года Медаль Дарюса и Гиренаса являлась государственной наградой Литовской Республики.

## История
Медаль Дарюса и Гиренаса — награда системы охраны края и министерства сообщения, вручаемая министром охраны края или министром сообщения. Медаль была учреждена 1 июля 1993 года решением Сейма Литовской Республики Nr. I-196. До 15 декабря 2003 года являлась государственной наградой.

## Положение о награде
Статья 128. Медаль Дарюса и Гиренаса учреждена в ознаменование перелёта через Атлантический океан, осуществлённого Стяпонасом Дарюсом и Стасисом Гиренасом в 1933 году, и предназначается для награждения лиц, особенно отличившихся перед Литовской авиацией. 
Статья 129. Медалью Дарюса и Гиренаса награждаются литовские и иностранные граждане, а также лица без гражданства.
Оригинальный текст (лит.)128 straipsnis. Dariaus ir Girėno medalis įsteigtas Stepono Dariaus ir Stasio Girėno 1933 metais atliktam skrydžiui per Atlantą įamžinti ir skiriamas pagerbti asmenims, ypač nusipelniusiems Lietuvos aviacijai.
129 straipsnis. Dariaus ir Girėno medaliu apdovanojami Lietuvos Respublikos ir kitų valstybių piliečiai, taip pat asmenys be pilietybės.

## Описание
Статья 130. Медаль Дарюса и Гиренаса изготавливается из бронзы и имеет круглую форму.
На лицевой стороне мадали — изображения Стяпонаса Дарюса и Стасиса Гиренаса в профиль, в лётных шлемах, с надписью по кругу внизу — DARIUS IR GIRĖNAS (с лит. — «Дарюс и Гиренас»). По краю медали проходит кайма, шириной 1,5 мм и высотой 0,5 мм.
На оборотной стороне медали — изображение маршрута полёта Дарюса и Гиренаса, на фоне континентов, и надпись — UŽ / NUOPELNUS / LIETUVOS / AVIACIJAI / 1933 07 15-17 (с лит. — «За / заслуги / [перед] литовской / авиацией / 1933 07 15-17»). Оборотная сторона медали имеет такую же кайму, как и лицевая сторона.
Лента медали — голубая, с двумя зелёными, с белой каймой, полосками по краям. Вместо медали может носиться планка, цветов ленты медали.
Оригинальный текст (лит.)130 straipsnis. Dariaus ir Girėno medalis yra bronzinis, apskritas.

Priekinės medalio pusės krašte yra 1,5 mm pločio ir 0,5 mm aukščio briauna. Medalyje yra reljefinis Stepono Dariaus ir Stasio Girėno galvų atvaizdas ir aplink įrašas „Darius ir Girėnas“. Kitos medalio pusės krašte yra tokia pat kaip ir priekinėje pusėje briauna. Per centrą, Dariaus ir Girėno maršrutus žyminčių kontinentų silueto fone, įrašas „1933 07 15- 17. Už nuopelnus Lietuvos aviacijai“.

Medalio kaspinas žydras su dviem žaliomis juostelėmis.

| Лицевая сторона | Оборотная сторона |
| --- | --- |
| Изображение орденской ленты                                                                                                | |
| Изображение лицевой стороны                                                                                                | |
| Изображения Стяпонаса Дарюса и Стасиса Гиренаса в профиль, в лётных шлемах, с надписью по кругу внизу — DARIUS IR GIRĖNAS. | Изображение маршрута полёта Дарюса и Гиренаса, на фоне континентов, и надпись — UŽ / NUOPELNUS / LIETUVOS / AVIACIJAI / 1933 07 15-17. |

## Комментарии
1. ↑  Официальное название Министерства обороны Литвы
2. ↑  Официальное название Министерства путей сообщения Литвы